# Kuala Lumpur Challenger 2007
Il Kuala Lumpur Challenger 2007 è stato un torneo di tennis facente parte della categoria ATP Challenger Series nell'ambito dell'ATP Challenger Series 2007. Il torneo si è giocato a Kuala Lumpur in Malaysia dal 19 al 25 novembre 2007 su campi in sintetico indoor.

## Vincitori

### Singolare
Rainer Schüttler ha battuto in finale  Serhij Stachovs'kyj con il punteggio di 7–6(2), 6–2

### Doppio
Stephen Huss /  Wesley Moodie hanno battuto in finale  Rohan Bopanna /  Aisam-ul-Haq Qureshi con il punteggio di 7–6(10), 6–3